# 加藤夕夏
加藤 夕夏（かとう ゆうか、1997年〈平成9年〉8月1日 - ）は、日本のダンサー、振付師、YouTuber、元アイドルであり、女性アイドルグループ・NMB48および派生ユニットだんさぶる!の元メンバーである。愛称はうーか。大阪府出身。

## 略歴
2011年12月、NMB48第3期生オーディションに合格。
2012年2月18日、NMB48の3期生としてお披露目され、同年4月29日に3期生公演「会いたかった」の初日のメンバー16名の一人として出演。
同年8月8日、NMB48の5thシングル『ヴァージニティー』で、シングル表題曲選抜メンバーに初めて選出される。
同年10月10日、チームBII結成に伴い、研究生から正規メンバーへ昇格。
2014年2月24日、「AKB48グループ大組閣祭り～時代は変わる。だけど、僕らは前しか向かねえ!～」において、チームNへの異動が発表される。
2015年6月6日、『AKB48 45thシングル 選抜総選挙』では第59位（獲得票数：15,729票）にランクインし、フューチャーガールズに選出された。
2016年10月18日、「組閣」（チーム再編成）により、チームMへの異動が発表される。
2017年6月17日、『AKB48 49thシングル 選抜総選挙』では第33位（獲得票数 : 25,988票）にランクインし、ネクストガールズに選出された。
2018年5月から6月にかけて投票が実施された『AKB48 53rdシングル 世界選抜総選挙』では86位で世界選抜総選挙記念枠に選出された。
同年12月3日、『NMB48劇場スペシャルウィーク 2018 単独十番勝負！第二弾！』其之五公演においてダンスに情熱を注ぐメンバーによるユニット「だんさぶる!」の結成を発表。リーダー兼センターを務める。
2019年1月1日、「大組閣」により、チームBIIへの異動が発表される。
2020年8月19日に発売のNMB48の23rdシングル『だってだってだって』のシングル表題曲選抜メンバーに選出され、初選抜から19回連続の記録となり、山本彩に並ぶ最多連続タイ記録となった。
さらに同年11月18日に発売されたNMB48の24thシングル『恋なんかNo thank you!』のシングル表題曲選抜メンバーに選出されたことで、初選抜から20回連続の最多連続新記録となった。
2021年3月10日、NAMBATTLE御礼公演～舞～きゅんmart公演において、500回公演出演を達成した。
2022年1月1日、「2022 新春組閣発表」において、チームNへの異動が発表された。
同月17日、YouTubeチャンネル『加藤夕夏』を開設。
2023年5月2日、オリックス劇場にて開催された「NMB48 LIVE 2023〜轟けミックス！〜」で卒業を発表。
同年6月14日、ファースト写真集『心に秘めたもの』（光文社）を発売。
同年7月15日、Zepp Osaka Baysideで卒業コンサート「うーかにうかれっぱなし♡」を開催。
同年8月1日、チームN「夢中雷舞」公演において600回公演出演を達成し、自身の26歳の誕生日でもある同日に行われた卒業公演をもってNMB48の活動を終了した。
NMB48卒業後
NMB48を卒業してから間もなくの2023年8月12日より舞台「いいね!光源氏くん」に出演し、舞台女優としての道を歩みだす。その後も様々な舞台に出演し、2.5次元ミュージカルからエンターテインメント時代劇まで幅広く演じる。また、劇団そとばこまちの舞台共演をきっかけに辰巳琢郎の葡萄酒浪漫(初回11月12日放送)に出演した。
舞台に立ち続けながらもファンとの交流を大切にし、2024年2月11日に2度目のファンイベントを開催した。2024年4月から5月にかけて上演された舞台「ワインガールズ」では初主演を務めた。

## 人物
- 夏の夕方に生まれたことと、「夏の夕陽のきれいな浜辺の景色を見て、穏やかで心の優しい子に育ってほしい」という願いを込めて父が「夕夏」と命名した[15]。
- ニックネームは、「うーか」。由来は「家族に、前からずーっと[うか]って呼ばれてたからだ。いつからか[うーか]になってた」[16]のと、「加藤」の「う」と「夕夏」の「うか」を合わせたものでもある。「うーか」と呼ばれているが、一人称は本名の「夕夏（ゆうか）」である。
- 幼少時から歌とダンスが好きで、小学3年からダンススクールに通っていた。ダンスはもとより、運動全般が好き。体力には自信がある。
- 将来の夢は、ミュージカルに出ること[1]。「多方面で活躍できる、皆さんに愛されるトップアイドル」[17]「モデル、歌、ダンス、トップアイドル、何でもやりたいです」。
- 好きなキャラクターは、かくれももじり、ピンクパンサー、アクビちゃん[17]。好きな食べ物は、焼き肉、プリン、チーズケーキ[1]、えびちり、タコス、梅、焼き肉、アイス[17]。好きな花は、ひまわり[17]。好きな色は、ピンク、黄色、きみどり、紫、黒[17]。好きなスポーツは、バドミントン、水泳[17]。好きな言葉は、「笑門来福」「大好き」[17]。
- 2021年にヨガインストラクターの資格を取得した[18]。公式YouTubeチャンネルにもヨガの動画を投稿している。
- 1st写真集『心に秘めたもの』の帯文は秋元康が寄稿し、「加藤夕夏のダンスは、饒舌だ。言葉にできない何かを踊りながら語っているように見える。この写真集の彼女は、心の中に何を秘めているのだろうか?」と綴られている[19]。

## NMB48活動期間中の参加曲
- 5th「ヴァージニティー」で初選抜以降23作連続シングル選抜入り。4th「ナギイチ」のC/W「理不尽ボール」を含む26のカップリング楽曲とアルバム4作品全てのリード曲を含む11楽曲を歌唱し、在籍期間中に発売された全てのシングルとアルバムで歌唱楽曲が収録された。
- AKB48の13作品（シングル12、アルバム1）に13の歌唱楽曲が収録され、選抜総選挙ランクイン楽曲「君にウェディングドレスを…」（フューチャーガールズ）、「戸惑ってためらって」（ネクストガールズ）、「波が伝えるもの」（第10回世界選抜総選挙記念枠）や「野蛮な求愛」（ダンス選抜）、「HA!」や「君と出会って僕は変わった」などのNMB48名義の楽曲がある。

### シングル選抜曲
NMB48名義
- 「ナギイチ」に収録
  - 理不尽ボール -「アンダーガールズ」名義
- ヴァージニティー
  - 妄想ガールフレンド
  - 砂浜でピストル -「難波鉄砲隊其之壱」名義
- 北川謙二
  - 冬将軍のリグレット -「難波鉄砲隊其之弐」名義
- 僕らのユリイカ
- カモネギックス
- 高嶺の林檎
- らしくない
  - 休戦協定 -「Team N」名義
- Don't look back!
  - 恋愛ペテン師 -「Team N」名義
- ドリアン少年
  - 命のへそ -「Team N」名義
- Must be now
  - 夢に色がない理由 -「Team N」名義
- 甘噛み姫
  - 儚い物語 -「Team N」名義
- 僕はいない
  - 空から愛が降って来る -「Team N」名義
- 僕以外の誰か
  - 恋は災難 -「Team M」名義
- ワロタピーポー
  - 本当の自分の境界線 -「Team M」名義
- 欲望者
  - 四字熟語ガールズ -「Team M」名義
- 僕だって泣いちゃうよ
  - True Purpose -「Team M」名義
- 床の間正座娘
  - アップデート -「Team BII」名義
  - 2番目のドア
- 母校へ帰れ!
  - ジュゴンはジュゴン -「Team BII」名義
  - やさしさの稲妻 -「だんさぶる!」名義（センター）
- 初恋至上主義
  - 無限大ノック -「Team BII」名義
- だってだってだって
  - Be happy -「Team BII」名義
- 恋なんかNo thank you!
  - アイラブ豚まん
  - 青春念仏 -「Team BII」名義
- シダレヤナギ
  - 落とし穴
  - 選ばれし者たち -「きゅんmart」名義
- 恋と愛のその間には
  - 夢中人
- 好きだ虫
  - 挑発の青空 - 「Team N」名義

AKB48名義
- 「ギンガムチェック」に収録
  - あの日の風鈴 - 「ウェイティングガールズ」名義
- 「永遠プレッシャー」に収録
  - HA! -「NMB48」名義
- 「鈴懸の木の道で「君の微笑みを夢に見る」と言ってしまったら僕たちの関係はどう変わってしまうのか、僕なりに何日か考えた上でのやや気恥ずかしい結論のようなもの」に収録
  - 君と出会って僕は変わった -「NMB48」名義
- 「Green Flash」に収録
  - パンキッシュ -「NMB48」名義
- 「ハロウィン・ナイト」に収録
  - 君にウェディングドレスを… -「フューチャーガールズ」名義
- 「君はメロディー」に収録
  - しがみついた青春 -「NMB48」名義
- 「シュートサイン」に収録
  - 真夜中の強がり -「NMB48」名義
- 「#好きなんだ」に収録
  - 戸惑ってためらって -「ネクストガールズ名義」（センター）
- 「11月のアンクレット」に収録
  - 野蛮な求愛 -「ダンス選抜」名義
- 「ジャーバージャ」に収録
  - 下手を打つ -「NMB48」名義
- 「センチメンタルトレイン」に収録
  - 波が伝えるもの -「第10回世界選抜総選挙記念枠」名義
- 「NO WAY MAN」に収録
  - 耳を塞げ! -「チームナイスファイト」名義

### アルバム選抜曲
NMB48名義
- 「てっぺんとったんで!」に収録
  - てっぺんとったんで!
  - 12月31日
  - アーモンドクロワッサン計画 -「Team BII」名義（薮下柊とのWセンター）
- 「世界の中心は大阪や 〜なんば自治区〜」に収録
  - イビサガール
  - 電車を降りる -「Team N」名義
  - ピーク
- 「難波愛～今、思うこと～」に収録
  - まさかシンガポール
  - 難波愛
- 「NMB13」に収録
  - Done
  - 青春のラップタイム 2023
  - 想像のピストル

AKB48名義
- 「1830m」に収録
  - 青空よ 寂しくないか? -「AKB48+SKE48+NMB48+HKT48」名義

### 劇場公演ユニット曲
チームBⅡ 1st Stage「会いたかった」
- 嘆きのフィギュア
- 渚のCHERRY
- 背中から抱きしめて
- 恋のPLAN
- リオの革命

チームBⅡ 2nd Stage「ただいま恋愛中」
- Faint
- 帰郷（2ND UNIT）

チームN 3rd Stage「ここにだって天使はいる」
- おNEWの上履き
- 初めての星
- 100年先でも
- 何度も狙え！（2ND UNIT）
- 夢のdead body（山本彩のアンダー）
- ジッパー（吉田朱里のアンダー）

川上礼奈チームM「アイドルの夜明け」公演
- 片思いの対角線
- 愛しきナターシャ（2ND UNIT）
- 残念少女（白間美瑠のアンダー）
- 天国野郎（川上千尋のアンダー）

小嶋チームBⅡ「2番目のドア」公演
- 涙の表面張力

「難波愛～今、小嶋が思うこと～」公演
- 100年先でも

貞野チームN「夢中雷舞」公演
- クサイモノだらけ

## 劇場公演
- 3期研究生・初代チームBⅡ「会いたかった」公演（2012年4月29日-2013年10月17日）出演回数94回
- 新春特別公演（2013年1月1日-）出演回数11回
- 初代チームBII「PARTYが始まるよ」公演（2013年9月13日）出演回数1回
- 初代チームBⅡ「ただいま恋愛中」公演（2013年11月1日-2014年4月15日）出演回数27回
- 山本チームN「ここにだって天使はいる」公演（2014年4月30日-2016年12月19日）出演回数173回
- 山田・藤江チームM「RESET」公演（2014年5月2日-2016年12月25日）またぎ初日2016年5月12日、出演回数3回
- 川上チームM「アイドルの夜明け」公演（2017年1月24日-2019年2月21日）出演回数113回
- 「ここにだって天使はいる」山本彩 卒業特別公演（2018年11月3日）出演回数1回
- 小嶋チームBⅡ「2番目のドア」公演（2019年3月13日-2021年1月21日）出演回数50回
- 小嶋花梨プロデュース「難波愛～今、小嶋が思うこと～」公演（2019年4月8日-）出演回数23回
- NMB48結成10周年特別記念公演（2020年10月9日）出演回数1回
- 吉田朱里卒業公演「Will be idol」公演（2020年12月21日）出演回数1回
- きゅんmart 「NAMBATTLE公演～舞～」（2021年2月2日-3月10日）出演回数4回
- きゅんmart「きっと見つかる、KOIしてLOVEしてきゅんmart」公演（2021年4月4日-2022年6月14日）出演回数25回
- 白間美瑠プロデュース公演「大阪魂、捨てたらあかん」公演 みっくすじゅーす（2021年5月2日-2022年3月7日）またぎ初日2021年8月24日、出演回数2回
- 貞野チームN「NAMBATTLE2 ～舞～」公演（2022年3月10日-3月16日）出演回数2回
- 貞野チームN「夢中雷舞」公演（2022年3月15日-）出演回数65回
- NMB48 春の特別公演 伝説の一日スペシャル（2022年4月3日）出演回数1回
- なんばらえてぃー公演（2022年12月30日-）初日2023年5月26日、出演回数3回

## コンサート
- だんさぶる! 1st Anniversary LIVE（2019年12月16日、梅田クラブクアトロ） -「だんさぶる!」として開催
- NMB48 FIRST ONLINE LIVE 2020 ～Jack-in-the-Box～（2020年8月20日、新型コロナウイルス感染拡大のため無観客配信）[20] -「だんさぶる!」として開催
- だんさぶる！LIVE 2023 〜after rain〜（2023年7月25日、GORILLA HALL OSAKA）

## 出演

### テレビドラマ
- 第1話 シーズン2（2020年8月2日、朝日放送テレビ・大阪チャンネル ）[21]
  - #4 カンフードラマ「オオサカ・モンキー 難波拳」 - 青いチャイナ服のお嬢様 役

### テレビ・バラエティー/情報
- 辰巳琢郎の葡萄酒浪漫 北海道特別編①-④（2023年11月12日、11月19日、12月10日、12月17日、BSテレ東）[22]

### CM
- NMB48の麻雀てっぺんとったんで!（2018年11月1日 - ）[23]

### ラジオ
- 夕夏のうかうか通信（2014年4月26日 - 2015年10月24日、AIR-G' FM北海道） - DJ[24]
- NMB48井尻晏菜＆加藤夕夏 Unlimited（2017年8月4日 - 2018年12月21日、YES-FM） - DJ[25]
- おやすみNMB48（2019年5月12日 - 2023年7月31日、FM岡山） - DJ[26][27][注 2]
- NMB48のラジオでマッタリーノ!（2019年5月24日 - 2023年7月28日、RSKラジオ）[34][注 3]

### 舞台
- 博多座開場20周年記念公演「仁義なき戦い〜彼女（おんな）たちの死闘編〜」（2019年11月16日 - 24日、博多座）- 山城佐和（小林千枝） 役[36][37]
- 劇団そとばこまち 第120回公演「のぶなが」（2021年11月19日 - 22日、近鉄アート館） - 乱丸 役[38]
- 吉本新喜劇 × NMB48 ミュージカル「ぐれいてすと な 笑まん」（2022年5月14日 - 22日、COOL JAPAN PARK OSAKA WWホール／26日 - 29日、明治座）[39][40]
- 劇団そとばこまち 第121回公演「五右衛門」（2022年9月1日 - 4日、近鉄アート館） - 出雲阿国 / 揚羽 役[41][42]
- 劇団そとばこまち 第122回公演「大坂夏の陣」（2023年2月24日 - 26日、COOL JAPAN PARK OSAKA TTホール） - 千姫 役[43][44]
- タルトプロデュース 舞台「ナビゲーション」（2023年4月21日 - 23日、近鉄アート館） - 菅原陽向子 役[45]
- いいね!光源氏くん（2023年8月12日 - 19日、三越劇場） - 城内桃香 役[46]
- ブラッククローバー the Stage（2023年9月14日 - 18日、シアター1010／22日 - 24日、KAAT神奈川芸術劇場） - ミモザ・ヴァーミリオン 役[47]
- 劇団そとばこまち 第124回公演「贋作写楽」（2023年10月5日 - 9日、近鉄アート館） - 花魁 櫻 役[48]
- 劇団そとばこまち 第125回公演「贋作写楽」（2023年11月17日 - 19日、KAAT神奈川芸術劇場） - 花魁 櫻 役[49]
- スクールアイドルミュージカル（2024年1月11日 - 21日、THEATER MILANO-Za） - 鈴賀レナ 役[50]
- 30-DELUX OSAKA 3rd Live「リプレイス2024」（2024年2月1日 - 4日、近鉄アート館）[51]
- ミュージカル「悪ノ娘」（2024年3月13日 - 17日、こくみん共済 coop ホール/スペース・ゼロ） - シャルテット 役[52]
- ワインガールズ（2024年4月25日 - 5月2日、シアター1010） - 主演・北村いちる 役[53][注 4]
- 劇団そとばこまち 第126回公演「和製吸血鬼伝」（2024年7月4日 - 7日、近鉄アート館） - 茶々 役[54]
- 舞台「幕が上がる」（2024年8月21日 - 25日、シアター1010／9月14日、箕面市立文化芸能劇場） - 中西さん 役[55]
- 舞台「ソーセージ」（2024年10月10日 - 27日、博品館劇場） - エイドリアーナ 役 他[56][57]
- 熟年団「チェリー・ホープを知ってるかい。」（2024年12月4日 - 8日、恵比寿・エコー劇場）[58]
- 座・高円寺 春の劇場01 日本劇作家協会プログラム OFFICE SHIKA CHILDHOOD「クマのプーとアクマのゾゾ」（2025年4月10日 - 20日、座・高円寺1） - バニー 役[59][60]
- 劇団しめじ大阪本公演2025「ALice in Wonderland」（2025年5月29日 - 6月1日、ABCホール）[61]
- WITH YOU 第16回公演「それでも恋する世界線Ⅱ」（2025年10月1日 - 5日〈予定〉、赤坂RED/THEATER）[62]

### 広報
- シーズケーツー 北海道ユメスポキッズ（夢見るスポーツキッズ）イメージキャラクター（2014年9月 - 2023年7月）[63]
- NTTドコモレッドハリケーンズ大阪公式アンバサダー
  - 2021-22シーズン（2021年10月14日 - 2022年5月31日）[64]
  - 2022-23シーズン（2022年10月19日 - 2023年5月31日）[65]

## 書籍

### 写真集
- 加藤夕夏1st写真集『心に秘めたもの』（2023年6月14日、光文社、撮影：岡本武志）ISBN 978-4334903121[11][66][67][68]

## ファンミーティング
- クリスタルジムスタジオトレーニング 「NMB48加藤夕夏によるヨガ教室」（2022年10月22日、クリスタルジム）
- 加藤夕夏ファンイベント～うかうかハロウィンパーティー～（2023年10月28日、PLUSWIN HALL 南堀江）
- 加藤夕夏ファンイベント～うかうかバレンタイン～（2024年2月11日、梅田 Lateral）
- 加藤夕夏トーク＆カレンダーお渡し会～Flower days～（2024年4月30日、ロフトプラスワン）
- 谷川愛梨・加藤夕夏 ファンミーティング（2024年5月5日、i-Mall(医誠会国際総合病院)SOUTH WING(南棟) ヘルシーカフェ さくらテラス）
- うかうかbirthday LIVE 〜summer lady♡〜（2024年8月1日、梅田バナナホール）
- うかうかbirthday LIVE 〜summer lady〜in Tokyo（2024年9月3日、ロフトヘヴン）